# 瓦迪代夫围困战
瓦迪代夫围困战（Siege of Wadi Deif）是指发生于迈阿赖努阿曼郊外的两处叙利亚政府军基地—瓦迪代夫（Wadi Deif）和哈马迪亚（Hamadiyah）的围困战。这场战役开始于叙利亚内战期间的2012年10月11日。

## 背景
10月8日，反对派武装为争夺迈阿赖努阿曼发动了一场攻势。迈阿赖努阿曼紧邻M5高速公路，具有重要的战略位置。M5高速公路被来自大马士革的政府军增援力量用作驰援阿勒颇战役的重要路线。10月10日，反对派控制了该市并在3天之后击退了政府军为试图夺回该市而派出的增援部队。但是，迈阿赖努阿曼城外的两处政府军军事基地依旧在政府军控制之下。之后反对派武装很快发动了一场围困战以试图攻占这两座基地。

## 反对派的第一次进攻
10月11日，一名法新社记者报道称反对派武装控制了5公里长的通向该城的高速公路。同一天，FSA对瓦迪代夫军事基地发动袭击。该基地在迈阿赖努阿曼东部，靠近高速公路，并且被政府军用来炮轰该市。反对派武装至少使用了一辆缴获的坦克、火箭筒以及迫击炮，而该市则继续遭到政府军的空袭。
10月14日，战斗在基地附近的Maarshurin村和Hish村爆发，政府军试图阻止反对派针对军事基地的新的攻势。第二天，反对派武装迫使镇内的政府军被迫调回这两处基地。反对派武装的指挥官声称这是“一个重大的突破”。

## 政府军的增援行动
10月15日，一支政府军增援部队被派往当地以试图突破基地外的封锁以驰援基地内的政府军。
10月16日，政府军的反攻仍在继续，同时政府军加大了对迈阿赖努阿曼及其周边地区的空袭力度。第二天，在迈阿赖努阿曼地区的战斗中一家政府军的武装直升机在该市外围被击落。
10月18日，政府军的战机摧毁了两座居民楼和一座清真寺。这三处建筑内有大量认为危险已经过去而返回该市的妇女和儿童在里面避难。救援人员声称这场空袭导致至少44人丧生。死者中有23名儿童，其中包括1名9个月大的婴儿。在当天晚上，反对派武装对瓦迪代夫军事基地发动了一场攻势，这场攻势被反对派武装称为是“最后的进攻”。反对派武装声称在战斗中他们摧毁了3辆坦克并俘虏了6名士兵。据一名法新社记者报道称，数百名反对派武装分子参与了这场行动。据叙利亚人权观察组织（SOHR）报道，反对派武装攻占了基地内的一处肥料存储区域，并击毙了6名政府军士兵。
10月19日，反对派武装宣称他们转移了迈阿赖努阿曼市博物馆内的一批由马赛克制作的藏品，以保护这些文物免受仍在进行中的炮轰的威胁。据报道这些藏品遭到了小规模的劫掠，一件阿拉伯帝国时期之前的硬币不知去向。在10月8日政府军战机扔下的炸弹落在了博物馆入口附近，炸毁了博物馆大门并损坏了一些更加脆弱的藏品。
到了10月20日，反对派武装已经从三个方向包围了瓦迪代夫军事基地。这座基地此时至少有15辆坦克和250至500名政府军防守。基地内的政府军士兵需要依靠空投来获取补给，但是空投下来的物资大部分都不知去向或者落入了反对派控制区或无人区。与此同时，政府军的增援已经推进到了里迈阿赖努阿曼以南5公里处，但仍然被反对派武装阻截在前进路上。
10月21日，在政府军增援力量试图抵达基地的过程中有4辆坦克被摧毁。
10月23日，政府军针对迈阿赖努阿曼以及Mar Shamsheh村的空袭导致了超过20名反对派武装丧生或受伤。到目前为止，瓦迪代夫战役已经持续了两周时间。如果基地被攻陷，政府军通过陆路增援阿勒颇内政府军的线路只剩下一条——通过拉塔基亚。叙利亚自由军（FSA）如果可以控制该基地，将能够保护自己的侧翼并继续向吉斯尔舒古尔推进，这将切断政府军通过拉塔基亚向阿勒颇进行增援和补给的线路。政府军对这处基地的控制意味着反对派武装无法宣称完全控制了迈阿赖努阿曼。政府军以空投来补给基地内的政府军，还通过对M5高速公路沿线地区发动连续不断的袭击来打通与瓦迪代夫基地的联系。根据一名变节的政府军军官的说法，基地内还存有500万升的煤油。
10月25日，尽管反对派武装一直试图阻止政府军的推进，但是政府军10天前派出的装甲部队已经接近了迈阿赖努阿曼。他们部署在该市南部并开始炮轰进攻瓦迪代夫基地的反对派武装，抑制了反对派对军事基地持续两周的围困。
10月26日，当地时间上午10:30，包括“胜利阵线”在内的反对派武装对瓦迪代夫基地附近的政府军阵地发动袭击，引发了双方激烈交火。作为回应，政府军对附近的Deir Sharqi村进行炮击。根据SOHR的说法，这起冲突被视为是斋月期间双方第一次违反停火协议的行为。胜利阵线先前发出过警告（不只是这一个组织这样做过），声称“我们与这个堕落腐化的政权之间不会有停火”。根据SOHR的说法，反对派武装的炮击完全摧毁瓦迪代夫基地内的一处建筑，导致9或10名政府军丧生。SOHR还报道称在基地外围的战斗中有4名反对派成员丧生。
10月27日，尽管有停火协议存在，但政府军向瓦迪代夫基地派出了大量增援部队，这些部队布满了通往基地的道路。FSA的武装分子奋力阻止他们继续推进。

## 政府军重新控制高速公路的努力
10月30日，反对派武装在迈阿赖努阿曼南部与政府军发生冲突，战斗中有两名政府军和两名胜利阵线成员丧生。此外，政府军炮轰了迈阿赖努阿曼附近的Maarshmareen村。反对派武装和政府军还在瓦迪代夫基地周边展开新的战斗。在政府军对迈阿赖努阿曼的轰炸中有28名平民丧生。反对派武装大部分撤出了迈阿赖努阿曼以前往城外的交战前线。
10月31日至11月1日，政府军加大了对该市的空袭力度，而迈阿赖努阿曼南部的战斗仍在继续。FSA在胜利阵线的支援下继续对瓦迪代夫基地进行围困，以试图攻占该基地。
在11月初，反对派武装开始担心他们可能需要撤出迈阿赖努阿曼。各武装派别之间缺乏协调、补给和火力的缺乏、政府军不断加强的压力以及政府军通过空中和路上进行的反攻使得坚守该城的反对派武装付出了高昂代价。反对派武装被迫用他们一整月的薪水（150美金）来购买弹药。尽管瓦迪代夫基地一直被围困，但政府军仍能向基地内有规律的输送补给。
到了11月10日，在持续10天的战斗之后，叙利亚政府军逐步攻占了通往迈阿赖努阿曼市的高速公路沿线的村庄。这些村庄在10月初被反对派武装攻占。瓦迪代夫基地内的守军在得到了新近补给的食物和弹药之后，双方的战斗愈发激烈了。尽管政府军还未能攻入迈阿赖努阿曼并且针对瓦迪代夫基地的围困仍在继续，该地区内的反对派武装所面临的的压力与日俱增。
11月14日，政府军对迈阿赖努阿曼发动了两场空袭，并且继续试图重新攻占该市。

## 持续的交战
11月19日，反对派武装与政府军在迈阿赖努阿曼南部的高速公路和临近的村庄发生交战。此时反对派武装仍继续控制着该市以及通往该城的高速公路的入口处。在战斗中反对派武装摧毁了两辆坦克并击落了1架直升机。反对派武装还再次对基地发动了攻势，引发了一场激烈冲突。
11月22日，反对派武装声称在Hamidieh检查站附近摧毁了两辆坦克。
到了11月26日，城内原先居住的15万居民已经逃走了大部分。这座城市的大部分已经化为了瓦砾。政府媒体将这一破坏形容为该城如同遭受了一场里氏6.6级地震，但居民坚称政府军无情的炮击是导致这一破坏的真正原因。据报道迈阿赖努阿曼南部通往大马士革的高速公路已经被政府军控制，而城市北部通往阿勒颇的高速公路双方都无法完全控制。与这条高速公路平行的军用公路依旧保持畅通，但这条路线因为路况不理想而导致行进速度很慢并且运力不足。
11月28日，多支反对派武装对瓦迪代夫基地发动了一场新的攻势。迈阿赖努阿曼南部的冲突导致4名政府军和1名反对派丧生。

## 12月和1月的反对派攻势
12月25日，FSA再次对瓦迪代夫基地发动攻势，这场攻势被形容为是过去数月该地区最为猛烈的一场攻势。这场攻势由一起汽车炸弹袭击开始，之后反对派使用迫击炮进行炮轰。在战斗中有29名反对派武装，其中包括一名指挥官丧生。
到了12月29日，这场攻势由于反对派缺乏补给而被迫中断。
在这场失败的攻势之后，人们提出疑问：是谁应该为反对派未能攻占瓦迪代夫基地负责。人们指出这其中的主要原因是不同反对派派别之间的分化、在进行联合行动时因为不同派别之间为了劫掠而进行竞争结果导致的行动缺乏协调、不同派别之间参差不平的经费以及在一则报道中提到的：有些对战局缺乏了解却盲目进行煽动的神职人员。
在2013年1月，发动对基地发动了更多的攻势，这些行动经过协调且计划的更周密。但是这些攻势还是被政府军击退了。至少26名反对派武装在行动中丧生。

## 继续的围困
2月7日，《时代周刊》报道称一个由胜利阵线领导的由神职人员组成的委员会正在筹集补给品并组织迈阿赖努阿曼周边的反对派武装以准备对被围困的瓦迪代夫基地发动新的攻势。这座基地驻扎有一支装甲团而且反对派武装相信基地内的地下油库储存有数百万升燃料。
2月10日，反对派武装与政府军在瓦迪代夫基地和哈马迪亚检查站周边发生了间歇性的冲突。迈阿赖努阿曼市和Kafruma镇遭到了政府军的炮击。
2月11日，据报道来自胜利阵线的武装分子向阿拔斯王朝时期的诗人和哲学家麦阿里的雕像射击并将雕像的头部斩下。麦阿里出生于迈阿赖努阿曼，幼年因患天花而双目失明。麦阿里以其对宗教，尤其是伊斯兰教的批评观点而聞名于世。
3月7日，一架叙利亚战机在对迈阿赖努阿曼南部的Heish镇以其周边区域进行空袭时被高射机枪击落。据报道有目击者看到飞行员在飞机坠毁前从飞机中弹射。

## 政府军的突围
4月13日，叙利亚政府军发动一场攻势以试图重新恢复对瓦迪代夫基地的补给线，重创了反对派武装。政府军在Baboulein村附近伏击了反对派武装，至少21名反对派武装丧生，多人受伤。
4月14日，政府军打破了反对派武装对基地的包围。当时政府军控制了高速公路两边的两处关键的山头，这使得政府军的数十辆载有补给品的卡车抵达了这两处基地。在政府军的攻势中丧生或受伤的反对派武装数量达到了50人。
4月15日，反对派武装试图发动反攻，但他们的兵力已经在最近几周内减弱，因为反对派内部存在内讧并且有部分反对派武装被调往其他战场。当天，在Bubouleen村的战斗持续到了夜间，反对派武装试图阻止政府军巩固战果。一名反对派活动人士声称在无线电中可以听到那些来自Bubouleen村的人发出的喊叫，他们在政府军控制了该镇之后要求反对派武装帮助他们。据报道在两天的政府军攻势中反对派损失了100到107人。
反对派武装声称政府军士兵在伏击他们之前伪装成了反对派武装。这些伪装措施包括将军服换成了通常反对派武装所穿的平民服装，并在头上戴了带有宗教色彩的扎头带。
4月16日，反对派武装成功攻占了al-Tah村，迫使政府军撤回Baboulein村。但是，反对派武装还是未能重新建立对瓦迪代夫和哈玛迪亚这两处军事基地的围困。冲突双方都无法完全控制高速公路。
4月18日，反对派武装再次试图夺回Baboulein，但他们的进攻被政府军击退。政府军的援军被派往该村以加强政府军的阵地。